# الکساندر دوئین
الکساندر دوئین (به انگلیسی: Alexander Duane) چشم‌پزشک اهل ایالات متحده آمریکا بود.
وی به‌سبب مشارکت‌هایش در علم چشم‌پزشکی و به‌خصوص در زمینه‌های ناسازبینی، تطابق و انحراف چشم شهرت دارد.
او کتاب چشم‌پزشکی ارنست فوکس را در سال ۱۹۰۳ میلادی تحت عنوان «کتاب مرجع چشم‌پزشکی فوکس» به انگلیسی ترجمه کرد.
سندرم دوئین به افتخار او نامگذاری شده‌است.